# 夜はドキドキ!!
『夜はドキドキ!!』（よるはドキドキ）は、1985年4月6日から同年12月21日までフジテレビ系列局で放送されていた関西テレビ製作のクイズ番組である。放送時間は毎週土曜 23:00 - 23:30 （日本標準時）。
前番組『新・パンチDEデート』から引き続きMIZUNOの一社提供で、司会者席と解答者席にはMIZUNOの「M」のロゴが描かれていた。司会は山城新伍が務めていた。

## 進行形式
2人×4組の女性ペアが参戦し、それぞれ持ち点3000点からスタート。当初は男女のペアだった。
問題は「流行」「風俗」「ファッション」「スポーツ」「グルメ」の5ジャンルで、いずれかをVTRで紹介。各問題には「倍率」があらかじめ設定されており、クイズの種類も「2倍クイズ」「4倍クイズ」「6倍クイズ」と分けられている。出題後、出場ペアはそれぞれフリップに解答と賭け点を書く。それらを確認した後に正解VTRが流れ、正解なら賭け点に倍率をかけた点数が得点として加点。不正解なら賭け点分を減点。その際に持ち点が0点以下になったペアは、マイナス点の状態から次の問題に挑戦することになる。最終的に持ち点の最も高かったペアは、海外旅行を賭けてのチャレンジ・ゲームに挑戦できる。
トップ賞にはスポンサーのミズノからスポーツウェアやスポーツグッズなどが贈られるほか、松下電器産業（現・パナソニック）製のオーディオ家電品や旭光学工業（現・リコーイメージング）製のカメラも贈呈される。

## チャレンジ・ゲーム

### 前期
3つのボックスにいるモデル女性たちのいずれか1人と観客の男性1人を選び、「紙吹雪」が舞えば海外旅行行き。「水」もしくは「白い粉」（小麦粉）を被ると海外旅行は無しになる。
この体制は後の「たかじん胸いっぱい」の「グアム島めざしてピッタンコ!!」に受け継がれるが、ボックスの数は2つでボックスに入るのは女性モデルではなく挑戦者が入る、「白い粉」はなかったと異なっていた。

### 後期
パズルもしくはそれ以外の番組が指定したゲームに挑戦し、制限時間60秒以内に完成させる。成功すれば海外旅行行き、失敗すれば無し。

## 備考
クロスネット局のテレビ大分では火曜 19:00 - 19:30 に放送されていた。
| フジテレビ系列 土曜23:00枠 （関西テレビ製作・MIZUNO一社提供枠） | フジテレビ系列 土曜23:00枠 （関西テレビ製作・MIZUNO一社提供枠） | フジテレビ系列 土曜23:00枠 （関西テレビ製作・MIZUNO一社提供枠） |
| 前番組                                                          | 番組名                                                          | 次番組                                                          |
| --------------------------------------------------------------- | --------------------------------------------------------------- | --------------------------------------------------------------- |
| 新・パンチDEデート （1984年4月7日 - 1985年3月30日）             | 夜はドキドキ!! （1985年4月6日 - 1985年12月21日）                | フロッピあ! （1986年1月 - 1986年9月）                           |